# Kutawargi
Kutawargi is een bestuurslaag in het regentschap Karawang van de provincie West-Java, Indonesië. Kutawargi telt 3670 inwoners (volkstelling 2010).